# Margarete Knüppelholz-Roeser
Margarete Knüppelholz-Roeser (* 7. November 1886 in Magdeburg als Margarete Roeser, ab 1931 Margarete Repsold; † 28. Februar 1949 in Dießen am Ammersee) war eine deutsche Architektin und entwarf den Ausstellungspavillon Haus der Frau auf der Werkbundausstellung in Köln 1914.

## Leben
Sie war die Tochter von Fanny Marie Emma Antonie Roeser, geborene Sonntag, und dem Gymnasiallehrer Friedrich Carl Roeser. Sie besuchte die Kunstgewerbeschule Magdeburg, die kunstgewerblichen Lehr- und Versuchswerkstätte Stuttgart und die Kunstschule Breslau. Anschließend war sie als Architektin und Werkkünstlerin tätig. Sie heiratete am 14. März 1913 in Magdeburg ihren ehemaligen Kommilitonen, den Architekten Erich Lebrecht Knüppelholz (1886–1959). Das Paar wohnte danach in Berlin-Friedenau. Ihr Mann unterrichtete an der Reimann-Schule. Im Jahr 1918 wurde der Sohn geboren und in den 1920er Jahren die Tochter. Die Scheidung des Ehepaars erfolgte 1927, danach nannte sie sich wieder Margarete Roeser. Bis 1928 ist sie mit der Berufsangabe Architektin in den Mitgliederlisten und Publikationen des Deutschen Werkbunds (DWB) nachweisbar. Gleichzeitig war sie im Berliner Telefonbuch als Heilgymnastin eingetragen. Im November 1931 heiratete sie in zweiter Ehe den Künstler Wilhelm Repsold, mit dem sie sich in den 1930er Jahren am Ammersee niederließ. Margarete Repsold scheint dort nicht mehr als Architektin tätig geworden zu sein.

## Werk

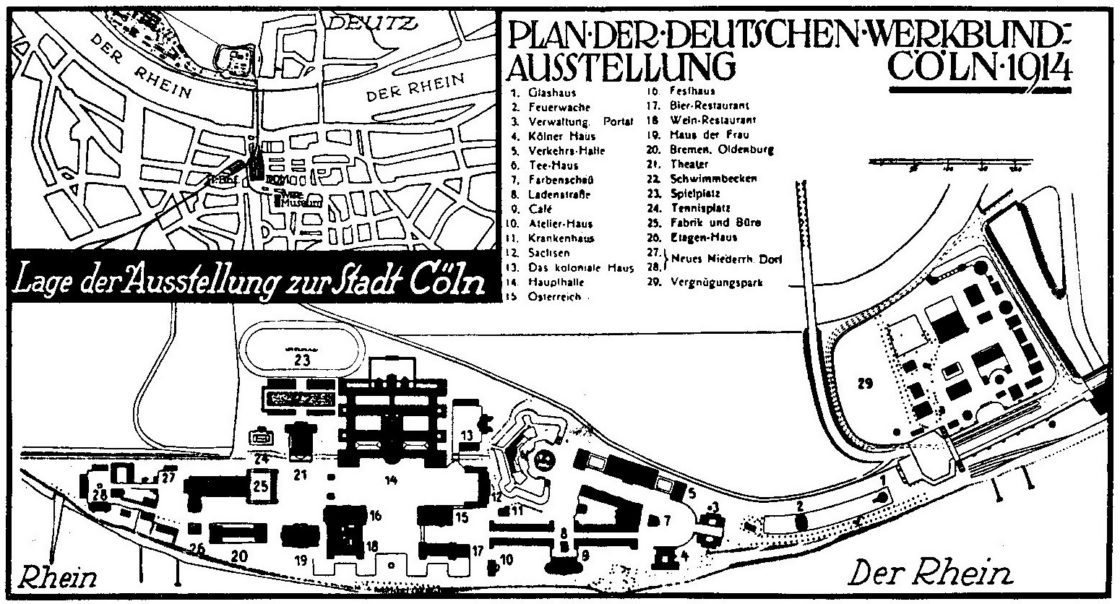
Lageplan mit Haus der Frau (Nr. 19)

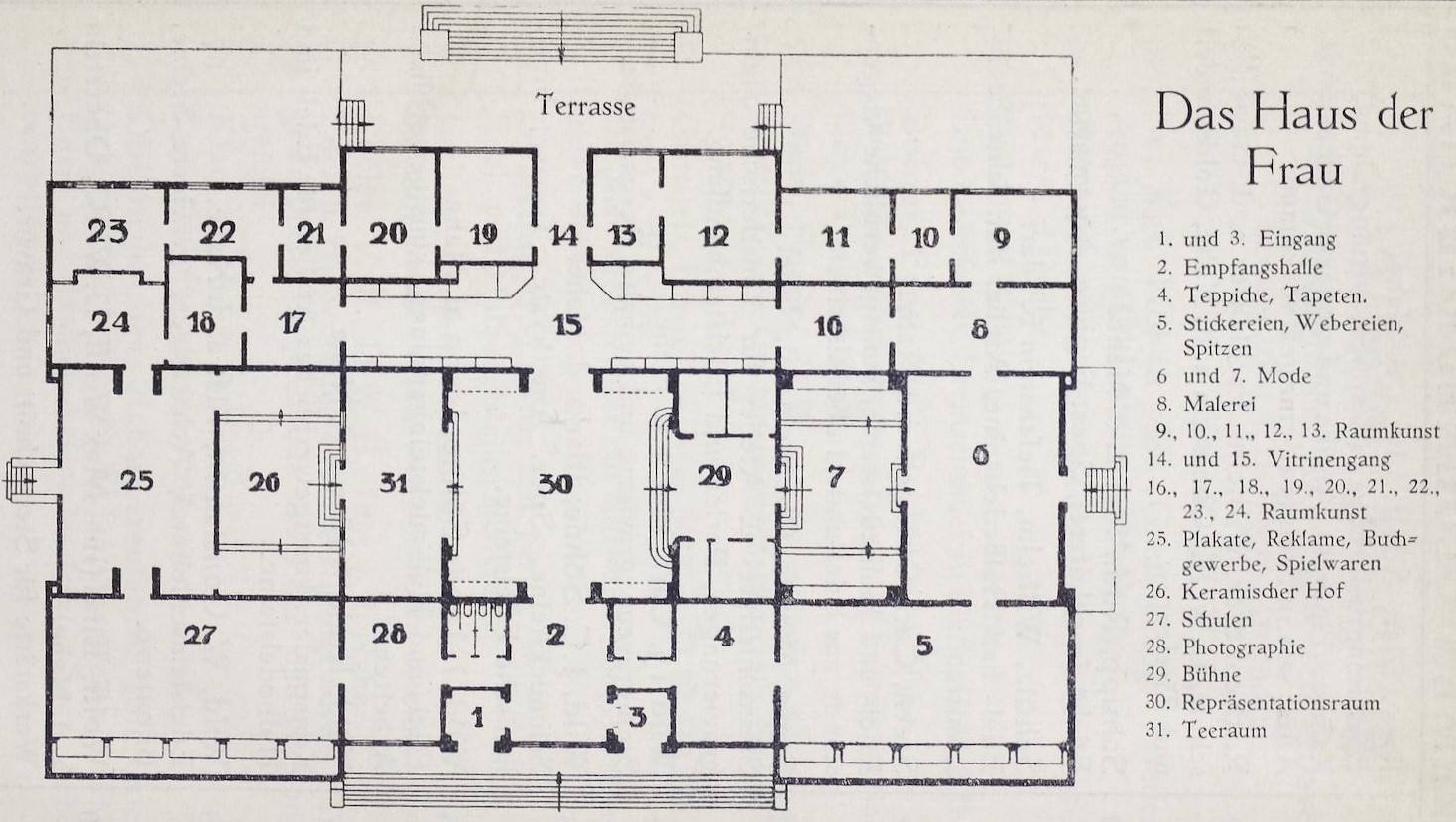
Haus der Frau, Grundrissschema

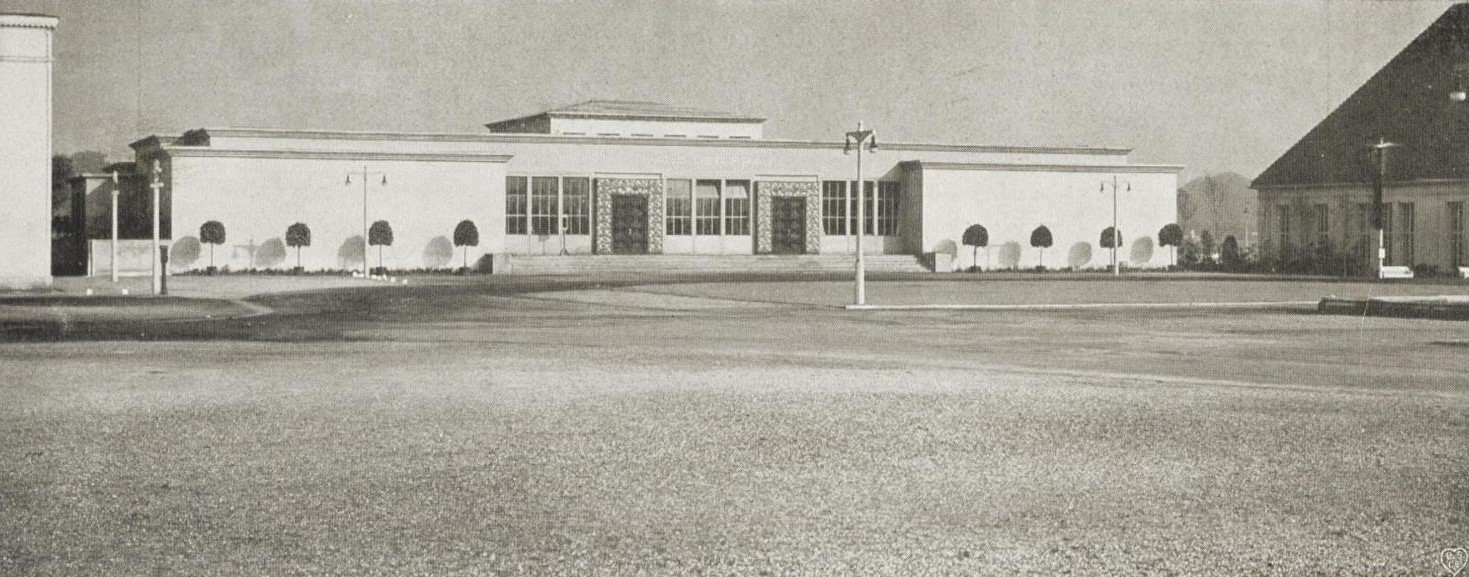
Haus der Frau, Vorderseite

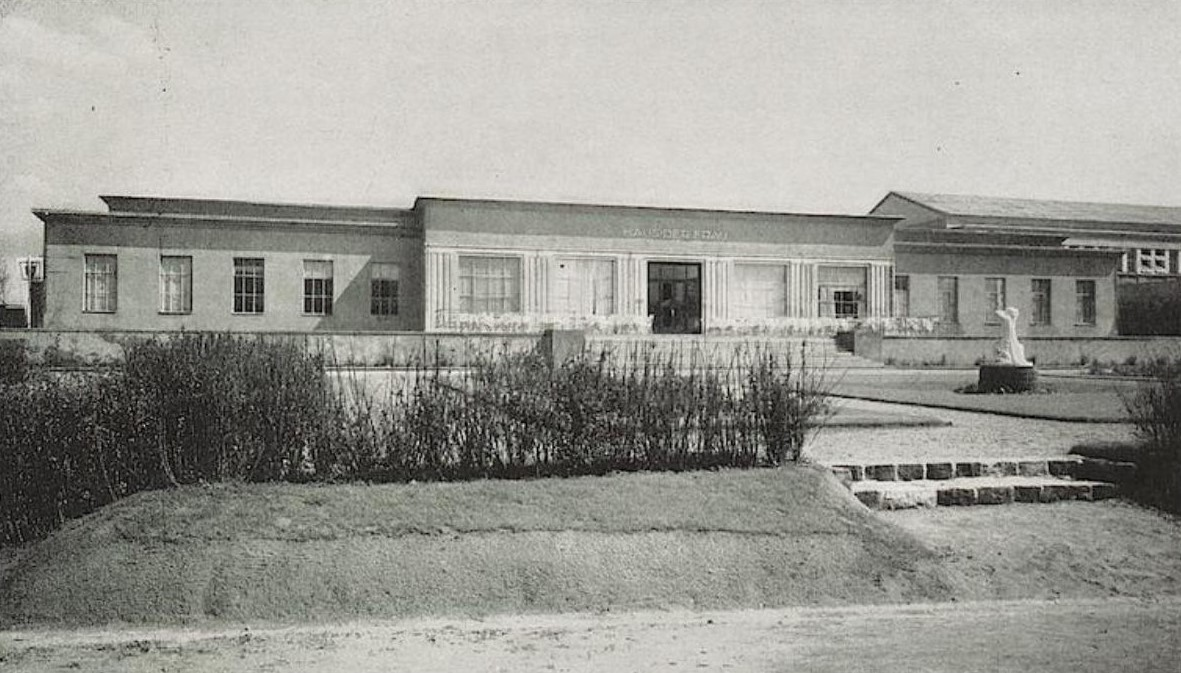
Haus der Frau, Rheinseite

Ihr Hauptwerk steht im Zusammenhang mit dem Werkbund, deren Mitglied sie war. Margarete Knüppelholz reichte einen Entwurf zum Wettbewerb „Haus der Frau“ in Vorbereitung der Kölner Werkbundausstellung ein. Der Wettbewerb war für Teilnehmerinnen aus Österreich und Deutschland offen. Die Arbeit von Knüppelholz-Roeser erhielt den 1. Preis vor dem Entwurf von Frieda Lagus, Wien (2. Preis) und Emilie Winkelmann, Berlin (3. Preis). Die Aufgabe beinhaltete, ein temporäres Ausstellungsgebäude für die Präsentation der bildenden und angewandten Kunst von Frauen zu schaffen. Die Realisierung erfolgte 1914 unter örtlicher Bauleitung.
Der Bauplatz, auf dem das Haus der Frau errichtet wurde, lag zwischen dem Rheinufer und einem zentralen Platz der Ausstellung. Das Gebäude war gegenüber dem Theater von Henry van de Velde und neben dem von Walter Gropius entworfenen Büro- und Fabrikgebäude platziert. Die Festhalle von Peter Behrens lag gleich nebenan. Der strenge und klare Baukörper war modern im Sinne des Werkbunds. Der dreigliedrige, symmetrische Bau betonte die Horizontale. Dächer traten zu Gunsten von profilierten Gesimsen als Wandabschluss optisch nicht in Erscheinung. Eine der symmetrisch aufgebauten Längsfassaden war mit Fenstern zum Rheinufer ausgerichtet. Hier gab es Gartenterrassen. Die platz-seitige Fassade war dreigeteilt. Die äußeren beiden Fassadenteile waren fensterlos und ungegliedert. Über die Mittelfassade, durch zwei Portale mit plastischen Keramikarbeiten, wurde der Pavillon betreten. Margarete Knüppelholz-Roeser fasste ihren Bau nicht wie andere Ausstellungsgebäude in Köln als „Haus“ auf. Vielmehr entwarf sie ein Museum mit durandschem kreuzförmigen Grundriss und ringförmigen Rundweg. Ein in der Mitte des Gebäudes liegender, von oben belichteter, quadratischer Saal für künstlerische und politische Veranstaltungen öffnete sich an beiden Seiten zu bühnenartigen Räumen, an einer Seite zu einem Erfrischungsbereich und an der anderen zu einer Veranstaltungsfläche mit Vorhang. Der zentrale Kern wurde von Galerien und Ausstellungsräumen umschlossen.

## Rezeption
Das Haus der Frau stand schon vor der Ausschreibung des Wettbewerbes im Rampenlicht. Therese Mogger veröffentlichte 1913 einen offenen Brief. Darin kritisierte sie die dilettantische Organisation, eine mangelhafte Öffentlichkeitsarbeit, unzureichende Fristen und lückenhafte Auslobungstexte des Wettbewerbs. Mary Pepchinski sah darin 2017 rückschauend den Abgrenzungsversuch der ersten akademisch ausgebildeten Architektinnen wie Mogger von den Innenarchitektinnen und Kunstgewerblerinnen wie Anna Muthesius (Präsidentin des Organisationskomitees „Haus der Frau“), Else Oppler-Legband (Geschäftsführerin) und Lilly Reich (Gesamtkoordinatorin). Die Kunstgewerblerinnen hätten die Architektinnen bei dieser wichtigen Präsentation als Fachfrauen ignoriert.
Else Oppler-Legband war sich der Hervorhebung der Frauen und ihrer Arbeiten durch diese Ausstellungshalle, die den Leistungsstand der Frauen zeigen sollte, bewusst. Zur Architektur von Knüppelholz-Roeser im Verhältnis zur ganzen Ausstellung äußerte sie: „Ihr Entwurf entspricht ausgezeichnet den Grundsätzen, die für das ganze Unternehmen richtungsweisend waren: Er ist einfach, ohne Prätentionen und in allen Teilen klar, vor allem verschmäht er es (und gerade das war der Leitung des Hauses der Frauen so sympathisch), durch Prunk und hinfällige Mittel ehrliches Können und guten Geschmack zu übertünchen und damit mehr vorzutäuschen, als tatsächlich vorhanden ist, dieses Grundübel des falschen Dekorationsstiles. Als einziger Schmuck und lediglich als Betonungen der Hauptarchitektur sind farbige Keramiken der beiden Bildhauerinnen Goossens und Bieler am Hauptportal gewählt, so daß der Bau in feiner Knappheit, strengen Sachlichkeit und Materialgediegenheit durchaus als Programm des ganzen Unternehmens gelten darf. … Allgemein wäre noch die Absicht zu betonen, daß jede Abteilung nicht als nüchternes Ausstellungsobjekt, sondern als mit Liebe und Sorgfalt gestalteter Raum wirken soll, damit gerade auch hierbei die echt frauenhafte Gabe, zu schmücken und wohnlich zu machen, zum Ausdruck kommt. Echt frauenhaft: das ist überhaupt die allgemeine Parole bei dem ganzen Unternehmen. Nicht als anmaßende Konkurrenz der Mannesarbeit ist dies Haus der Frau beabsichtigt, sondern als ausgleichendes Regulativ und wertvolle Ergänzung dazu.“
Die formale Strenge des Gebäudes und die Minimierung des Überflüssigen war gewollt. Die Ablehnung des Ornaments, die Sachlichkeit und Qualität entsprachen der ethischen Rhetorik des Werkbundes. Ein weiterer Aspekt der Emanzipation, den das Haus der Frau zeigen sollte, war die Missachtung von Trends. Im Gegensatz zu den meisten Ausstellungsgebäuden sollte es jegliche Anpassung an Geschmack verweigern. Despina Stratigakos zog hier Vergleiche zur Reformmode, deren Ziele vergleichbar waren und die sowohl von Oppler-Legband und Anna Muthesius als auch von männlichen Werkbundmitgliedern wie Henry van de Velde und Peter Behrens vertreten wurden. Im Frauenpavillon bekam diese Gestaltungsauffassung jedoch eine neue Bedeutung. Der Grad der Nacktheit des Gebäudes überraschte das Publikum, dass mit Frauenwerken Verspieltheit und modisches Dekor verband. Die Kritiker beschränkten sich auf das äußere Bild. Joseph Löttgen beklagte, dass er in einem so eindeutig männlichen Pavillon keinen Hauch „weiblicher Anmut“ entdecken konnte. Die scheinbar männliche Architektur wirkte auf einige Kritiker verfälscht. Ein Rezensent warf dem Pavillon vor, er sei eine Menge Manierismus und zeige Machismo. Die Energie und die Kraft, die im Haus der Frau zu wohnen scheine, sei nur eine Reflexion von den umliegenden Pavillons. Das Gebäude als solches leiste keinen Beitrag, da es keinen Charakter habe oder vorgebe, einen solchen zu haben. Diese Sachlichkeit, diese Strenge allein, widerspreche dem weiblichen Geist.
Für den Verband der Kunstfreunde in den Ländern am Rhein war Wilhelm Schäfer der Überzeugung, das Thema einer Frauenausstellung im eigenen, von einer Frau entworfenen Haus sei herausfordernd und das Publikum neugierig und spöttisch. Er befand, „… nichts ist in und an dem Hause, das nicht ein Mann ebensogut gemacht hätte.“ Es sei nicht notwendig, dass sich Frauen hier betätigen, da die Aufgaben bereits von den Männern bewältigt würden. Dem Entwurf Knüppelholz-Roesers bescheinigte er Einfachheit und schöne Symmetrie und damit eine gute Orientierbarkeit bei gleichzeitiger Inhaltsleere. In eine ähnliche Richtung argumentierte Peter Jessen und sah den Platz der Frauen in der künstlerischen Betätigung wie Werk-, Hand- und Nadelarbeiten im häuslichen Bereich. Die Organisatorinnen sahen die neue Weiblichkeit differenzierter. Durch die komfortable Inneneinrichtung und die gastfreundliche Betreuung und Bewirtung stellte der Frauenpavillon Häuslichkeit her und mit der Nüchternheit der Räume wurde gleichzeitig Professionalität vermittelt: Sie vereinten weibliche und häusliche Eigenschaften auf der einen Seite, beruflich-professionelle und künstlerische auf der anderen Seite. Die verstanden sie als Ergänzung zum Schaffen der Männer, nicht als Rivalität.
Durch den beginnenden Krieg wurde die Werkbundausstellung vorzeitig abgebrochen und die Gebäude der Ausstellung innerhalb weniger Jahre rückgebaut. Zum 100 sten Jahrestag der Kölner Werkbundausstellung von 1914 veranstaltete das Goethe-Institut Rom im September 2014 einen Workshop sowie eine Ausstellung, die am 8. März 2015 in der Galerie Embrice in Rom eröffnet wurde. Zu diesem Anlass wurde das Haus der Frau beforscht und digital rekonstruiert.